# Креховецкий, Адам
Адам Креховецкий (пол. Adam Krechowiecki; 6 января 1850, Бережинцы, Староконстантиновский уезд, Волынской губернии Российской империи (ныне Теофипольского района Хмельницкой области Украины) — 13 июня 1919, Львов) — польский писатель, драматург, переводчик и критик.

## Биография
Сын мелкопоместного шляхтича. Изучал право в Киевском и Львовском университетах. Служил во Львове в Галицийском наместничестве. Многолетний редактор правительственной газеты «Gazeta Lwowska» (1883—1918). С 1901 года возглавлял Общество польских журналистов во Львове.
Был в числе инициаторов сооружения памятника Адаму Мицкевичу во Львове.
Похоронен во Львове на Лычаковском кладбище.

## Творчество
Известен своими консервативными взглядами, отрицавший любые новые течения в литературе и искусстве, театральный критик. Дружил с Генриком Сенкевичем, под влияние которого создал ряд своих произведений.
Был близок литераторам, так называемой, краковской исторической школы, анализировавшей причины поражения январского восстания 1863 г. в Польше. Примером его консервативности служит повесть «Ржавчина» («Rdza») о переменах в польском обществе в конце XIX века.
Автор целого ряда исторических произведений. Известность А. Креховецкому принесли исторические повести — «Starosta Zygwulcki» (1887), «Veto» (1888), «Szary wilk» (1891), «Tartówna» (1899), «Fiat lux. Obraz historyczny z czasów Jadwigi i Jagełły» (1901) и целый цикл повестей под общим заглавием «О tron»: «Ostatni dynasta» (1889), «Piast» (1898), «Sława» (1901) и «Mrok» (1905). Успех его исторических повестей был основан, главным образом, на занимательности сюжета, массе авантюр, эффектных с внешней стороны сценах. Написал также произведения из современной ему жизни, в том числе, «Zmarnowani» (1887), «Najmlodsi» (1892), «Jestem» (1893), «Kres» (1894), «Rdza» (1898), «Jeden dzień» (1902) и др.
Известен как переводчик немецкой поэзии.

## Избранные произведения
- Amen
- Fiat Lux! Obraz historyczny z czasów Jadwigi i Jagiełły
- Jeden dzień
- Jestem
- Kres
- Krew królewska
- My: Dramat współczesny w trzech aktach
- Najmłodsi
- O Cyprianie Norwidzie
- Rdza
- Starosta Zygwulski
- Syn królewski
- Szary wilk
- Veto!
- Zygmunt Kaczkowski i jego czasy
- Цикл O tron (Ostatni dynasta, Piast, Sława, Mrok)